# Kim Jong-su
Kim Jong-su (* 1. Januar 1977) ist ein nordkoreanischer Sportschütze in den Disziplinen Luftpistole und Freie Pistole.
Kim Jong-su feierte seine ersten großen internationalen Erfolge bei den Olympischen Sommerspielen 2004 in Athen. In der Disziplin Freie Pistole über 50 Meter gewann er hinter dem Russen Michail Nestrujew und dem Südkoreaner Jin Jong-oh die Bronzemedaille (661,5 Ringe). Mit der Luftpistole über 10 Meter wurde er Achter (682,9 Ringe). Bei der Weltmeisterschaft 2006 in Zagreb wurde Kim Fünfter mit der Freien Pistole (660,2 Ringe). Den Weltcup in Guangzhou beendete er mit der Luftpistole als Zweiter. Bei den Asienmeisterschaften 2007 in Kuwait gewann er Bronze mit der Luftpistole (680,2 Ringe).
Beim Vorolympischen Weltcup 2008 in Peking wurde Kim Jong-su Dritter mit der Luftpistole. Diese Platzierung erreichte er auch während der Olympischen Spiele hinter dem Chinesen Pang Wei und wie schon 2004 mit der Freien Pistole (683,0 Ringe) hinter dem Zweitplatzierten Jin Jong-oh. Mit der Freien Pistole gewann er drei Tage später die Silbermedaille. Auch hier musste er sich wieder Jin Jong-oh geschlagen geben. Mehrere Tage nach den Wettkämpfen wurde bekannt, dass Kim positiv auf den im Schießsport verbotenen Betablocker Propranolol getestet wurde. Das Mittel kann Zittern vermindern und somit einen der Fairness entgegenstehenden Wettbewerbsvorsprung herbeiführen. Die Medaillen wurden ihm aberkannt.